# Далтон Кенект
Далтон Дуглас Кенект (англ. Dalton Douglas Knecht, [kəˈnɛkt] kə-NEKT; нар. 19 квітня 2001, Фарго, Північна Дакота, США) — американський професійний баскетболіст, який грає за команду НБА «Лос-Анджелес Лейкерс». У студентські роки виступав за команди «Носістерн джей-сі плейнсмен», «Носерн колорадо бірс» і «Теннессі Волонтірс».

## Ранні роки
Народився у Фарго, штат Північна Дакота, у сім'ї Корі та Керрі Кенектів і виріс у Торнтоні, штат Колорадо, де навчався у місцевій школі. У 10 класі його зріст становив 1, 73 м, а в 11 — 1,85 м. У випускному класі набирав у середньому 21 очко та робив 6,5 підбирань за гру.

## Студентська кар'єра
Розпочав баскетбольну кар'єру в коледжі Northeastern Junior у Стерлінгу, Колорадо. Він виріс ще на п'ять сантиметрів між 11 класом та першим сезоном у «Пленсмені». На першому курсі набирав у середньому 13,3 очка, 2,9 підбирання та 1,1 передачі за гру. Наступного року набирав 23,9 очка, 7,5 підбирань і дві передачі в середньому за гру. Він виріс ще і його зріст становив 1,98 см. Студентську кар'єру продовжив у команді Північного Колорадо.
Кенект набирав у середньому 8,9 очка та робив 3,6 підбирання за гру у першому сезоні за «Нортен колорадо беарс». На останньому курсі лідирував у конференції Big Sky з 20,2 очками та 7,2 підбирання за гру. Після сезону залишився на додатковий рік, наданий спортсменам коледжу, які виступали у сезоні 2020/2021 через пандемію COVID-19, і зареєструвався на портал трансферів NCAA.
На сезон 2023/2024 перейшов до «Теннессі волонтірс». Він був названий гравцем тижня Південно-Східної конференції за перший тиждень сезону після того, як набрав 17 очок у стартовій перемозі «Волонтірс» над «Теннессі тек» і 24 очки з п'ятьма підбираннями в гостьовій перемозі над «Вісконсин баджерс» (80:70) 10 листопада 2023 року. 29 листопада 2023 року набрав рекордні за кар'єру 37 очок у поразці проти Північної Кароліни з рахунком 100:92. 15 січня 2024 року його вдруге назвали найкращим гравцем тижня Південно-Східної конференції після того, як він набрав 28 очок у поразці від «Міссісіпі стейт» (77:72) і 36 очок у перемозі проти «Джорджія буллдогс» (85:79). 16 січня 2024 року встановив рекорд кар'єри, набравши 39 очок у перемозі над «Флорида гейторс» (85:66). 29 лютого 2024 року зрівняв свій рекорд у кар'єрі, набравши 39 очок проти «Оберн тайгерс», яка посідала 11-те місце, у перемозі 92:84. 9 березня 2024 року встановив новий рекорд у кар'єрі, набравши 40 очок у поразці з рахунком 85:81 проти «Кентуккі вайлдкетс», що посідала 15 місце.
Став гравцем року Південно-східної конференції на думку тренерів ліги й АП. АП також назвало його новачком року Південно-східної конференції.

## Професійна кар'єра

### «Лос-Анджелес Лейкерс» (2024 –)
Команда «Лос-Анджелес Лейкерс» обрала його 17-м на драфті НБА 2024 року. 3 липня 2024 року він уклав угоду.

## Кар'єрна статистика

### Коледж

#### NCAA дивізіон I
| Сезон     | Команда                | GP  | GS | MPG  | FG%  | 3P%  | FT%  | RPG | APG | SPG | BPG | PPG  |
| --------- | ---------------------- | --- | -- | ---- | ---- | ---- | ---- | --- | --- | --- | --- | ---- |
| 2021/2022 | Нортерн колорадо беарс | 35  | 11 | 24.1 | .436 | .361 | .753 | 3.6 | .9  | .5  | .5  | 8.9  |
| 2022/2023 | Нортерн колорадо беарс | 32  | 32 | 35.3 | .479 | .381 | .771 | 7.2 | 1.8 | .8  | .6  | 20.2 |
| 2023/2024 | Теннессі Волонтірс     | 36  | 36 | 30.6 | .458 | .397 | .772 | 4.9 | 1.8 | .7  | .6  | 21.7 |
| Кар'єра   | Кар'єра                | 103 | 79 | 29.8 | .461 | .383 | .768 | 5.2 | 1.5 | .7  | .6  | 16.9 |

#### JUCO
| Сезон     | Команда                    | GP | GS | MPG | FG%  | 3P%  | FT%  | RPG | APG | SPG | BPG | PPG  |
| --------- | -------------------------- | -- | -- | --- | ---- | ---- | ---- | --- | --- | --- | --- | ---- |
| 2019/2020 | коледж Northeastern Junior | 31 | 14 | —   | .504 | .451 | .786 | 2.9 | 1.1 | .5  | .3  | 13.3 |
| 2020–21   | коледж Northeastern Junior | 20 | 20 | —   | .512 | .395 | .818 | 7.5 | 2.0 | .7  | .5  | 23.9 |
| Кар'єра   | Кар'єра                    | 51 | 34 | —   | .508 | .432 | .807 | 4.7 | 1.5 | .6  | .3  | 17.5 |

## Виноски
1. ↑  Нагорода «Новачок року» — це одна з двох нагород, які надаються найкращому гравцеві в його першому сезоні гри. Тренери ліги голосують за нагороду «Новачок року», яка надається лише гравцям, які вперше грають у студентському баскетбольному сезоні[22].